# لونا، آنگولا
لونا (به انگلیسی: Luena (Lwena, Luso, Vila Luso)) شهری در استان موشیکو واقع در کشور آنگولا است که در سال ۲۰۰۹ میلادی ۸۴٬۶۱۹ نفر جمعیت داشته است.